# Gran Città di Roma

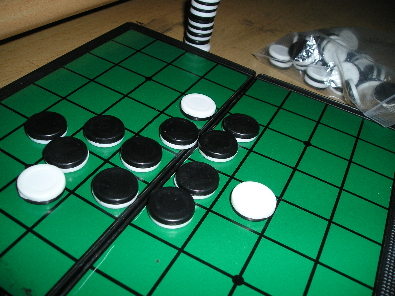
Othello

Gran Città di Roma è il più importante torneo Othellistico che si svolge nella capitale, anche se l'Othello in Italia non è così diffuso come in altri paesi Europei: tuttavia, l'importanza dei suoi tornei è famosa anche all'estero, grazie al buon livello dei, seppur pochi, giocatori nostrani.
Il "Gran Città di Roma" è un torneo ad invito, riservato agli otto giocatori meglio piazzati nella classifica individuale finale, stilata al termine delle tappe stagionali del "Città di Roma". Tale torneo viene organizzato nella capitale ogni anno dal Comitato della Regione Lazio (CRL) della Federazione Nazionale Gioco Othello (FNGO) ed è valido per la classifica Rating ufficiale.
Tutti i giocatori, italiani e stranieri, possono partecipare a condizione dei criteri sopra citati. In caso di rinuncia di uno o più giocatori, l'invito viene esteso a coloro che abbiano partecipato ad almeno una tappa del "Città di Roma" nell'arco della stagione in corso sempre rigorosamente nell'ordine di classifica.
Il torneo si articola con scontri diretti decisi da accoppiamenti prestabiliti in base all'ordine di qualificazione alla competizione. In caso di giocatori con un ugual numero di punti, ha precedenza il giocatore che ha partecipato a più tappe. Qualora anche questo valore sia pari, è la miglior posizione nella classifica rating ufficiale a contare di più.
L'esito di ogni scontro è stabilito dal maggior numero di vittorie ottenute da uno dei due giocatori. In caso di due vittorie a zero non si ricorre alla terza partita. In caso di una vittoria ed una patta non si ricorre alla terza partita. Il giocatore meglio classificato al "Città di Roma" decide il colore con il quale iniziare.

In caso di una vittoria a testa, nella terza sfida il colore lo decide il giocatore che ha ottenuto, nel contesto delle due partite giocate, la miglior differenza pedine. Nel caso questa differenza sia ancora pari decide ancora il giocatore meglio classificato al torneo di qualificazione. Per le regole qui non citate, fa riferimento il regolamento ufficiale della Federazione Nazionale Gioco Othello (FNGO).